# 君の夢に飛びたい
「君の夢に飛びたい」（きみのゆめにとびたい）は、日本の女性歌手である、中村由真の5枚目のシングル。

## 背景
18歳の誕生日である1988年2月16日に発売されたアルバム『Eighteen』のシングルカットとして、8cmCDのみで発売された。
表題曲は、東映映画『スケバン刑事 風間三姉妹の逆襲』挿入歌として使用され、この曲を以て『スケバン刑事』シリーズに関連した最後の楽曲となった。

## チャート成績
オリコン最高位47位と振るわなかったが、アルバム『Eighteen』はアルバムチャートで最高位6位にチャートインしている。

## 収録曲
| 全編曲: 瀬尾一三。 |                      |          |            |
| #                  | タイトル             | 作詞     | 作曲       |
| 1.                 | 「君の夢に飛びたい」 | 吉元由美 | 岸正之     |
| 2.                 | 「Endless Love」     | 井上輝彦 | 小田裕一郎 |

## 収録アルバム
- Eighteen（1988年）
- TWILIGHT MAGIC（1988年）
- Guraduation（1989年）
- EIGHTEEN+シングルコレクション（2008年）
- Myこれ!Lite 中村由真（2010年）